# Salou
Salou is een gemeente van de comarca Tarragonès, in de provincie Tarragona in Catalonië, in Spanje. De stad ligt op ongeveer 10 km van Tarragona en Reus op de Costa Dorada en 112 km van Barcelona. De stad heeft vele stranden, onderbroken door rotsachtige inhammen. Een van de belangrijkste attracties is het PortAventura-resort met inbegrip van Ferrari Land en het PortAventura Caribe Aquatic Park, voorheen eigendom van NBC Universal. Salou is een toeristische bestemming dankzij het Middellandse Zeeklimaat en kent vele toeristische faciliteiten. Salou is ook uitvalsbasis voor de Catalaanse ronde van het World Rally Championship.

## Geschiedenis
Al in de Oudheid gebruikt als een haven door de Grieken, die de plaats Salauris noemden, en de Romeinen, bleef de stad later een belangrijke plek in de geschiedenis innemen, toen in 1229 de vloot van Jacobus I van Aragón vanuit de haven van Salou vertrok om Majorca te veroveren waardoor het Koninkrijk Majorca ontstond. In 1286 vertrok Alfons III van Aragón uit dezelfde haven om Minorca te veroveren, het laatste eiland van de Balearen dat nog in handen was van de Moren. Later werd Salou een piratennest. Daarna werd het als een onveilige plaats beschouwd, dus in 1530 besloot de aartsbisschop van Tarragona om een nieuwe verdedigingstoren, nu genaamd Torre Vella op te richten. In 1865 leidde de opening van het station naar nieuwe ontwikkelingen, hetgeen, indirect, honderd jaar later tot een groei van het toerisme de toenemende welvaart van de stad heeft geleid. 

## Zelfstandige gemeente Salou
Salou werd op 30 oktober 1989 bestuurlijk gescheiden van Vila-seca (tot die tijd ook wel Vila-seca i Salou genoemd), door een beslissing van het hooggerechtshof. De gemeente Salou heeft een oppervlakte van 15 km² en telt 26.386 inwoners (1 januari 2016).

## Bezienswaardigheden

### Historische gebouwen, parken en monumenten
- Santa María del Mar-kerk uit 1766
- Torre Vella uit 1530
- Havenmeesters Office
- Parc de Salou
- Botanische Park
- Monument Jaume I
- Font lluminosa
- Cybernetische Fonteinen
- Monument voor de visser
- Oude Carrilet "Station"

### Stranden
De Salou Promenade (Passeig Jaume I) is een van de bezienswaardigheden van Salou en loopt rechts langs de kust grenzend aan het Llevant-strand, het grootste strand van de stad. Andere stranden zijn Platja de Ponent, Platja dels Capellans, Platja Llarga en Cala Crancs. 
Men kan van strand naar strand lopen over een loopbrug langs de Middellandse Zee.

### Theater
In Salou is een theater, Teatre Auditori de Salou (TAS) TAS, waar plaatselijke evenementen worden gehouden en acts als Sergio Dalma optreden.

### Damtoernooi
Sinds 1998 wordt jaarlijks het Salou Open damtoernooi gehouden.

## Feesten

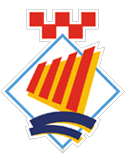
Logo van Salou

- Reyes Magos (Driekoningen, 6 januari)
- Cos Blanc (Winterfestival, eerste weekend van februari)
- Kinderfestival (juni)
- Fiesta de San Juan (eind juni)
- Nits Daurades (zomerfestival, week van 15 augustus) met vuurwerk
- Festa del Rei Jaume I (7 september)
- Catalaanse Nationale Feestdag (11 september)
- Fiesta de la Segregación (viering van de onafhankelijkheid van Salou, 30 oktober)

## Vervoer

### Vliegveld
De dichtstbijzijnde luchthaven van Salou is Reus, met een regelmatige busverbinding op Salou, gevolgd door de luchthaven van Barcelona (1 uur per auto of trein). De luchthaven van Reus bedient voornamelijk binnenlandse en Britse bestemmingen, maar sommige luchtvaartmaatschappijen bieden diensten aan naar andere Europese bestemmingen en Noord-Afrika.

### Openbaar vervoer
Het busbedrijf Plana Bus in het gebied rijdt op bestemmingen als Cambrils, La Pineda, Port Aventura, Reus, Tarragona en Barcelona. Er zijn ook tal van taxidiensten in het hele gebied.

### Spoorwegen
Het treinstation in Salou wordt bediend door het Spaanse staatsnetwerk RENFE. Er rijden treinen naar onder andere Barcelona.

## Demografische ontwikkeling

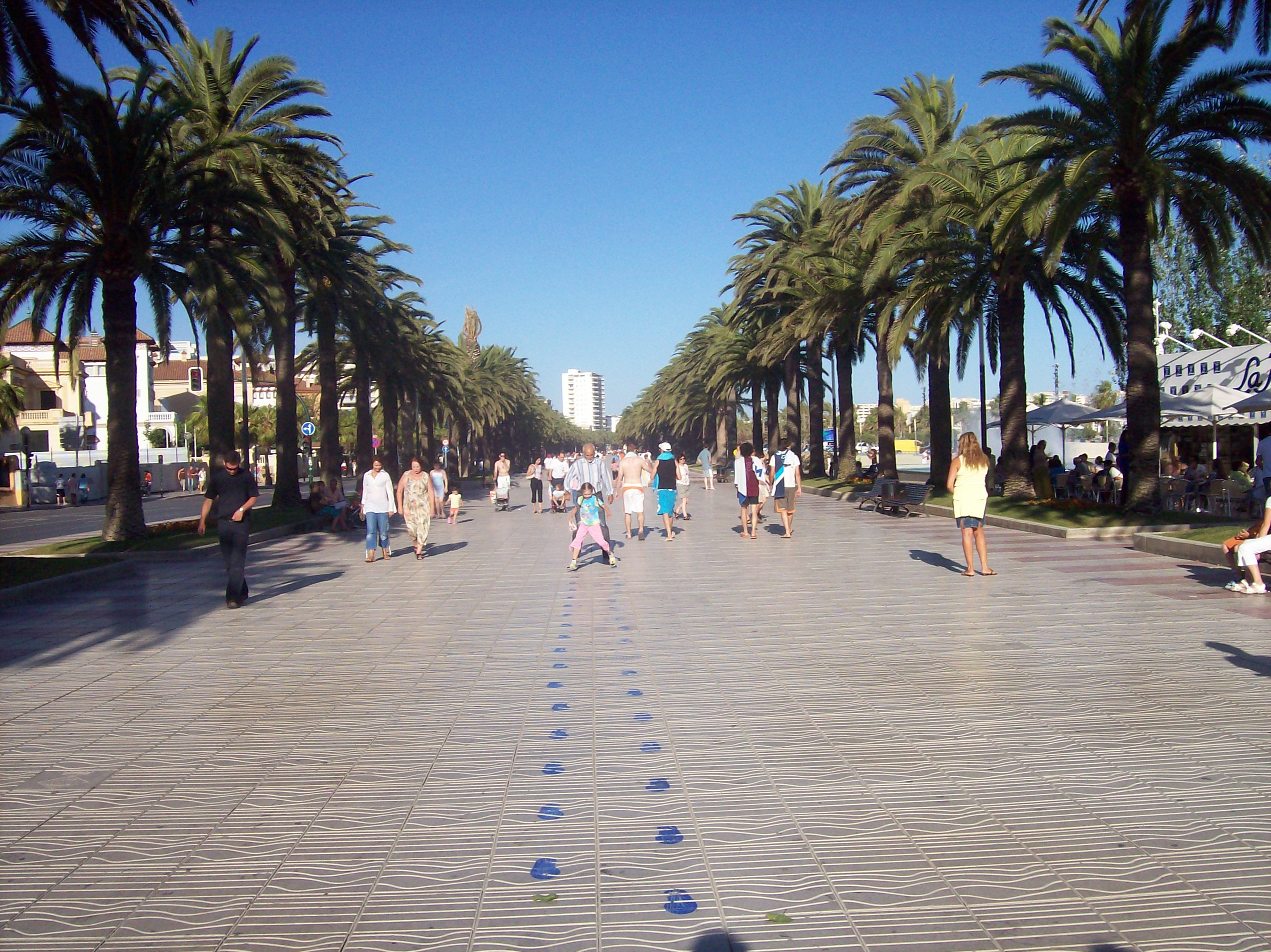
Salou

Bron: INE; 1991-2011: volkstellingen
Opm.: Tot 1989 maakte Salou deel uit van de gemeente Vila-seca

## Naam en schrijfwijze
De naam Salou wordt uitgesproken met de klemtoon op de laatste lettergreep. Desondanks wordt de naam, niet alleen in het Catalaans maar ook in het Castiliaans, meestal zonder accentteken geschreven, dus niet Salóu maar Salou.

## Trivia
- Op 19 augustus 2001 ontplofte een bom voor een hotel in Salou. De aanslag werd opgeëist door de terreurbeweging ETA. Bij de aanslag vielen 13 gewonden.
- De film Costa!, en de gelijknamige televisieserie, over het leven van uitgaande Nederlanders en Belgen in Salou, werden in Salou opgenomen.
- Op 2 november 2008 raasde over Salou een tornado met windsnelheden van 160 km/h. Op camping Sanguli[1] raakte een vrouw gewond nadat haar caravan werd meegesleurd met het stromende water en naast de camping werd de sporthal volledig weggeblazen.[2]
- De 5e etappe van de Vuelta 2009 werd mede door Salou gereden.